# Онопрійча Роман Олександрович
Рома́н Олекса́ндрович Онопрійча — військовослужбовець Служби безпеки України, полковник, учасник російсько-української війни. Герой України (2025).

## Життєпис
Проходить військову службу у Службі безпеки України.

## Нагороди
- Звання Герой України з врученням ордена «Золота Зірка» (1 серпня 2025) — за особисту мужність і героїзм, виявлені у захисті державного суверенітету та територіальної цілісності України, самовіддане служіння Українському народові[2].
- Орден «За мужність» III ступеня (9 квітня 2022) — за особисту мужність і самовіддані дії, виявлені у захисті державного суверенітету та територіальної цілісності України, вірність військовій присязі[3].